# Micropterus notius
Cá vược Suwannee (Danh pháp khoa học: Micropterus notius) là một loài cá vược nước ngọt trong họ cá Thái dương (Centrarchidae) thuộc bộ cá vược Perciformes. Chúng thuộc về nhóm những loài cá vược đen (chi Micropterus) và là một trong những thành viên của chi cá vược này. 

## Đặc điểm
Cá vược Suwannee là loài bản địa và chỉ có ở sông Suwannee và ở hệ thống thoát nước ở sông Ochlockonee ở các Bang Florida và Georgia. Có cũng được du nhập vào Santa Fe, Ichetucknee, St. Marks, Aucilla và hệ thống Wacissa. Loài cá này sinh sống ở những con suối, suối đá, suối đá và bể bơi.
Chúng là một trong những loài nhỏ nhất của các loài cá vược đen. Cá vược Suwannee được ghi nhận có kích thước tối đa khoảng chỉ 40 cm (16 in) xét về chiều dài và trọng lượng tối đa được ghi nhận là 1.83&nbspkg (phần lớn chúng đạt trong lượng khoảng 4 lb). Mặc dù không được nổi tiếng như những loài cá vược khác nhưng loài cá này cũng hấp dẫn nhưng tay câu cá thể thao (cần thủ).